# Ludność Jaworzna

## LudnośćJaworzna
- 1882 - 5 131
- 1910 - 13 115
- 1939 - 24 000
- 1946 - 17 506 (spis powszechny)
- 1950 - 20 229 (spis powszechny)
- 1955 - 31 123
- 1960 - 53 089 (spis powszechny)
- 1961 - 55 300
- 1962 - 56 400
- 1963 - 57 800
- 1964 - 59 100
- 1965 - 60 404
- 1966 - 61 700
- 1967 - 61 400
- 1968 - 62 400
- 1969 - 63 300
- 1970 - 63 600 (spis powszechny)
- 1971 - 64 474
- 1972 - 65 700
- 1973 - 71 800
- 1974 - 73 532
- 1975 - 74 506
- 1976 - 75 500
- 1977 - 87 700 (włączono Jeleń)
- 1978 - 87 200 (spis powszechny)
- 1979 - 88 200
- 1980 - 89 278
- 1981 - 90 712
- 1982 - 92 079
- 1983 - 93 860
- 1984 - 95 211
- 1985 - 95 948
- 1986 - 96 757
- 1987 - 97 458
- 1988 - 98 019 (spis powszechny)
- 1989 - 99 050
- 1990 - 99 547
- 1991 - 99 993
- 1992 - 98 474
- 1993 - 98 437
- 1994 - 98 399
- 1995 - 98 210
- 1996 - 98 064
- 1997 - 97 926
- 1998 - 97 929
- 1999 - 97 271
- 2000 - 97 119
- 2001 - 96 884
- 2002 - 96 791 (spis powszechny)
- 2003 - 96 703
- 2004 - 96 476
- 2005 - 96 217
- 2006 - 95 771
- 2007 - 95 520
- 2008 - 95 228
- 2009 - 95 036
- 2010 - 94 831
- 2011 - 94 580 (spis powszechny)
- 2012 - 94 305
- 2015 - 92 847
- 2016 - 92 473

Przez pewien okres w 1992 roku Jaworzno było miastem 100-tysięcznym. Informuje o tym Mały Rocznik Statystyczny 1993 podając przybliżoną liczbę mieszkańców w dniu 30.06.1992 na 100,2 tys. 

## Powierzchnia Jaworzna
- 1995 - 152,20 km²
- 2006 - 152,67 km²
- 2010 - 152,59 km²